# Hylaeus incomitatus
Hylaeus incomitatus är en biart som beskrevs av Roy R. Snelling 1970. Hylaeus incomitatus ingår i släktet citronbin, och familjen korttungebin. Inga underarter finns listade i Catalogue of Life.